# Titus Rustius Nummius Gallus
Titus Rustius Nummius Gallus war ein römischer Senator des 1. Jahrhunderts n. Chr.
Rustius Nummius Gallus stammte vielleicht aus Interamna Nahars in Umbrien. Er war Suffektkonsul zusammen mit Quintus Marcius Barea Soranus vom 1. Juli bis zum Ende des Jahres 34.